# Lijst van voetbalinterlands Brunei - Laos
Deze lijst van voetbalinterlands is een overzicht van alle officiële voetbalinterlands tussen de nationale teams van Brunei en Laos. De landen hebben tot nu toe elf keer tegen elkaar gespeeld. De eerste ontmoeting, een wedstrijd tijdens de Zuidoost-Aziatische Spelen 1993, vond plaats in Singapore op 7 juni 1993. Het laatste duel, een vriendschappelijke wedstrijd, werd gespeeld op 27 september 2022 in Bandar Seri Begawan.

## Wedstrijden
| №  | Plaats              | Datum             | Competitie                          | Wedstrijd     | Uitslag |
| -- | ------------------- | ----------------- | ----------------------------------- | ------------- | ------- |
| 1  | Singapore           | 7 juni 1993       | Zuidoost-Aziatische Spelen 1993     | Brunei − Laos | 0 − 1   |
| 2  | Lamphun             | 8 december 1995   | Zuidoost-Aziatische Spelen 1995     | Laos − Brunei | 3 − 0   |
| 3  | Yangon              | 13 juni 1998      | Vriendschappelijk                   | Brunei − Laos | 1 − 2   |
| 4  | Bacolod             | 18 november 2006  | Zuidoost-Azië Cup 2007 kwalificatie | Brunei − Laos | 1 − 4   |
| 5  | Phnom Penh          | 23 oktober 2008   | Zuidoost-Azië Cup 2008 kwalificatie | Laos − Brunei | 3 − 2   |
| 6  | Yangon              | 11 oktober 2012   | Zuidoost-Azië Cup 2012 kwalificatie | Brunei − Laos | 1 − 3   |
| 7  | Vientiane           | 14 oktober 2014   | Zuidoost-Azië Cup 2014 kwalificatie | Laos − Brunei | 4 − 2   |
| 8  | Phnom Penh          | 21 oktober 2016   | Zuidoost-Azië Cup 2016 kwalificatie | Laos − Brunei | 4 − 3   |
| 9  | Kuching             | 14 november 2016  | AFC Solidarity Cup 2016             | Laos − Brunei | 3 − 2   |
| 10 | Vientiane           | 27 maart 2022     | Vriendschappelijk                   | Laos − Brunei | 3 − 2   |
| 11 | Bandar Seri Begawan | 27 september 2022 | Vriendschappelijk                   | Brunei − Laos | 1 − 0   |

## Samenvatting
| Competitie                     | Totaal gespeeld | Winst Brunei | Gelijk | Winst Laos | Doelsaldo Brunei – Laos |
| ------------------------------ | --------------- | ------------ | ------ | ---------- | ----------------------- |
| Zuidoost-Azië Cup-kwalificatie | 5               | 0            | 0      | 5          | 9 − 18                  |
| Zuidoost-Aziatische Spelen     | 2               | 0            | 0      | 2          | 0 − 4                   |
| AFC Solidarity Cup             | 1               | 0            | 0      | 1          | 2 − 3                   |
| Vriendschappelijk              | 3               | 1            | 0      | 2          | 4 − 5                   |
| Totaal                         | 11              | 1            | 0      | 10         | 15 − 30                 |

Wedstrijden bepaald door strafschoppen worden, in lijn met de FIFA, als een gelijkspel gerekend.
NFABD
Bermuda ·
Bhutan ·
Cambodja ·
China ·
Filipijnen ·
Hongkong ·
India ·
Indonesië ·
Japan ·
Jemen ·
Laos ·
Macau ·
Malediven ·
Maleisië ·
Mongolië ·
Myanmar ·
Nepal ·
Oost-Timor ·
Pakistan ·
Rusland ·
Singapore ·
Sri Lanka ·
Tadzjikistan ·
Taiwan ·
Thailand ·
Vanuatu ·
Verenigde Arabische Emiraten ·
Zuid-Korea
LFF · 
A-internationals · 
Laotiaans vrouwenelftal
1960 – 1969 · 
1970 – 1979 · 
1980 – 1989 · 
1990 – 1999 · 
2000 – 2009 · 
2010 – 2019 ·
2020 − 2029
Afghanistan ·
Bangladesh ·
Bhutan ·
Brunei ·
Cambodja ·
China ·
Filipijnen ·
Guam ·
Hongkong ·
India ·
Indonesië ·
Iran ·
Jordanië ·
Kazachstan ·
Koeweit ·
Lesotho ·
Libanon ·
Macau ·
Malediven ·
Maleisië ·
Mongolië ·
Myanmar ·
Nepal ·
Oman ·
Oost-Timor ·
Qatar ·
Saoedi-Arabië ·
Singapore ·
Sri Lanka ·
Syrië ·
Taiwan ·
Thailand ·
Turkmenistan ·
Verenigde Arabische Emiraten ·
Vietnam ·
Zuid-Korea ·
Zuid-Vietnam